# Unai Elorriaga Zubiaur
Unai Elorriaga Zubiaur (Baracaldo, 22 de junio de 1980) es un deportista español que compite en ciclismo en la modalidad de pista, especialista en la prueba de ómnium; aunque también disputó carrerras de ruta.
Ganó tres medallas en el Campeonato Europeo de Ciclismo en Pista entre los años 2007 y 2014.

## Medallero internacional
| Campeonato Europeo | Campeonato Europeo     | Campeonato Europeo | Campeonato Europeo |
| Año                | Lugar                  | Medalla            | Competición        |
| ------------------ | ---------------------- | ------------------ | ------------------ |
| 2007               | Alkmaar (Países Bajos) | Medalla de oro     | Ómnium             |
| 2009               | Gante (Bélgica)        | Medalla de bronce  | Ómnium             |
| 2014               | Baie-Mahault (Francia) | Medalla de bronce  | Ómnium             |

1. 1 2  Campeonato Europeo realizado sólo para la disciplina de ómnium.

## Palmarés
2006
- 3.º en el Campeonato de España Scratch
- 2.º en el Campeonato de España Madison (haciendo pareja con Mikel Gaztañaga)

2007
- 3.º en el Campeonato de España Puntuación
- Campeonato de España Madison (haciendo pareja con Aitor Alonso)
- Campeonato Europeo Omnium Endurance

2008
- Melbourne Madison (haciendo pareja con David Muntaner)

2009
- Campeonato de España Puntuación

2011
- Campeonato de España Scratch
- 3.º en el Campeonato de España Puntuación
- 2.º en el Campeonato de España Madison (haciendo pareja con Unai Iparragirre)
- Cali Puntuación

2012
- Ranking UCI Puntuación
- 3.º en el Campeonato de España Puntuación
- 3.º en el Campeonato de España Persecución por Equipos (haciendo equipo con Iban Leanizbarrutia, Asier Maeztu e Illart Zuazubiskar)

2014
- 3.º en el Campeonato de España Puntuación
- 2.º en el Campeonato de España Scratch
- 2.º en el Campeonato de España Persecución por Equipos (haciendo equipo con Ander Alonso, Jon Irisarri e Illart Zuazubiskar)
- 2.º en el Campeonato de España Madison (haciendo pareja con Illart Zuazubiskar)
- 3.º en el Campeonato Europeo Omnium

2016
- 3.º en el Campeonato de España Madison (haciendo pareja con Illart Zuazubiskar)

## Resultados en Grandes Vueltas y Campeonato del Mundo
Durante su carrera deportiva ha conseguido los siguientes puestos en las Grandes Vueltas y en los Campeonatos del Mundo en carretera:
| Carrera         | 2003 | 2004 |
| --------------- | ---- | ---- |
| Giro de Italia  | -    | -    |
| Tour de Francia | -    | -    |
| Vuelta a España | -    | -    |
| Mundial en Ruta | -    | -    |

-: no participa

## Equipos

### Carretera
- Cafés Baqué (2003-2004)

### Pista
- Euskadi (2007-2013)
  - Cespa-Euskadi (2007-2012)
  - Eustrak-Euskadi (2013-2014)